# Georg Ots (hajó)
A Georg Ots szovjet, később észt, majd orosz B–493 tervszámú tengeri komphajó. Lengyelországban építették. 1980-ban bocsátották vízre, valószínűleg 2013-ban szétbontották.

## Története
Építését 1979. április 23-án kezdték el Lengyelországban, a Szczecini Hajógyárban. 1980-ban bocsátották vízre. A komp a B–492 tervszámú hajón alapul, de annak módosított változata, így a külön B–493-as típusjelzést kapta. Ez volt a szovjet megrendelésre Lengyelországban gyártott B–492/B–493 típusú komphajók első példánya. A két típus egységei alkották a Dmitirji Sosztakovics hajóosztályt.  A Georg Ots észt operaénekesről elnevezett hajót az Észt Tengehajózási Vállalat kapta. 1980. május 25-én érkezett meg Tallinnba. A hajó 1980–2000 között Tallinn és Helsinki között közlekedett. 1986-ban ezen a hajón szállt meg Mihail Gorbacsov szovjet pártfőtitkár a reykjavíki szovjet–amerikai csúcstalálkozó alatt. 1992-től a függetlenné vált Észtország tulajdonába került az Észt Tengerhajózási Vállalat, a komphajót továbbra is ez a cég birtokolta és üzemeltette. 1994-ben a hajó az akkor létrehozott Tallink hajózási társasághoz került. (Akkor a Tallink részvényeinek 45%-a az Észt Tengerhajózási Vállalaté volt.) A komp továbbra is a Tallinn–Helsinki járatot szolgálta ki.
A Tallink a hajót 2002-ben eladta Oroszországba, ahol 2003-tól Baltyijszk és Szentpétervár között közlekedett a Balti-tengeren.
Az orosz Állami Vagyonügynökség (Gosznyedvizsimoszty) tulajdonában álló kompot 2010 augusztusában áthajózták Murmanszkba, majd onnan az északkeleti átjárón keresztül Anadirba, ahová 2010. szeptember 26-án érkezett meg. Ez volt az első komphajó,  amely jégtörő kísérettel áthajózott az északi átjárón. A hajó Anadirból szeptember 30-án tovább indult Vlagyivosztokba, ahová október 9-én érkezett meg. A hajót az Ázsiai és Csendes-Óceáni Gazdasági Együttműködés (APEC) 2012-es vlagyivosztoki fórumán szállodaként tervezték használni. Ezért Vlagyivosztokban elkezdték a hajó modernizálását. Erre a célra 200 millió rubelt biztosítottak a Tengermelléki határterület adminisztrációjának költségvetéséből. Egy javítás alatt bekövetkezett baleset miatt a hajón kb. fél méteres lék keletkezett és megsérült az összes hajócsavarja. A hajót a gazdasági fórumra sikerült helyreállítani, majd szállodaként használták a 2012. szeptember 1–8. között a vlagyivosztoki Russzkij-szigeten megtartott rendezvényen.
A gazdasági fórum után a hajót az orosz Tyehnomorin cég bérelte ki az orosz állami vagyonügynökségtől. Ez a cég 2013 januárjában személyzet nélkül bérbe adta egy kínai cégnek, amely áthajózta a kompot Kínába. 2014-ben derült ki, hogy a hajót Kínában szétbontották és ócskavasként értékesítették. A kompot utoljára Zsousan kikötőjében látták.